# Lineus sainthilairi
Lineus sainthilairi är en djurart som tillhör fylumet slemmaskar, och som beskrevs av Ushakov 1926. Lineus sainthilairi ingår i släktet Lineus och familjen Lineidae. Inga underarter finns listade i Catalogue of Life.